# La Lima
La Lima (uit het Spaans: "De limoen") is een stad en gemeente (gemeentecode 0512) in het departement Cortés in Honduras.
Het dorp is waarschijnlijk in 1871 gesticht. De eerste bewoners heetten Francisco Aguiluz en Salomé Cruz. Het dorp kreeg de naam vanwege de vele limoenbomen die in de omgeving groeiden. Het maakte eerst deel uit van de gemeente San Manuel, maar ging op 29 mei 1923 over naar de gemeente San Pedro Sula. In 1981 werd het een zelfstandige gemeente.
In de jaren '50 was La Lima het belangrijkste centrum voor de export van bananen. Hier was het hoofdkwartier van de Tela Railroad Company, een dochter van het huidige Chiquita. De wijk Zona Americana is door dit bedrijf gebouwd voor zijn werknemers.
La Lima ligt in de Vallei van Sula aan de rivier Chamalecón. Deze deelt de stad in tweeën: ten westen van de rivier ligt het stadsdeel La Lima Vieja, en aan de oostkant La Lima Nueva. De stad ligt aan de verbindingsweg tussen San Pedro Sula en El Progreso, vlak bij de Internationale Luchthaven Ramón Villeda Morales.
De oppervlakte van de gemeente bestaat voor 63% uit ruraal gebied. Nog steeds worden daar vooral bananen geteeld. In La Lima bevinden zich de laboratoria van de Fundación Hondureña de Investigación Agrícola ("Hondurese Stichting voor Landbouwonderzoek"), waar onderzoek naar landbouwgewassen wordt gedaan.

## Bevolking
De bevolking is als volgt verdeeld:
| Vrouwen | 40.352 | 52,5% |
| Mannen  | 36.471 | 47,5% |

## Dorpen
De gemeente bestaat uit vier dorpen (aldea), waarvan de grootste qua inwoneraantal: La Lima (code 051201) en Flor de Oriente (051204).